# Lijst van Gekkonidae
Onderstaand een lijst van alle soorten uit de familie Gekkonidae. Er zijn ongeveer 1430 soorten die verdeeld zijn in 58 geslachten. Negen geslachten zijn monotypisch en worden slechts door een enkele soort vertegenwoordigd.
- Soort Afroedura africana
- Soort Afroedura amatolica
- Soort Afroedura bogerti
- Soort Afroedura broadleyi
- Soort Afroedura donveae
- Soort Afroedura gorongosa
- Soort Afroedura granitica
- Soort Afroedura haackei
- Soort Afroedura halli
- Soort Afroedura hawequensis
- Soort Afroedura karroica
- Soort Afroedura langi
- Soort Afroedura leoloensis
- Soort Afroedura loveridgei
- Soort Afroedura major
- Soort Afroedura maripi
- Soort Afroedura marleyi
- Soort Afroedura multiporis
- Soort Afroedura namaquensis
- Soort Afroedura nivaria
- Soort Afroedura pienaari
- Soort Afroedura pondolia
- Soort Afroedura pongola
- Soort Afroedura praedicta
- Soort Afroedura rondavelica
- Soort Afroedura rupestris
- Soort Afroedura tembulica
- Soort Afroedura tirasensis
- Soort Afroedura transvaalica
- Soort Afroedura vazpintorum
- Soort Afroedura waterbergensis
- Soort Afroedura wulfhaackei
- Soort Afrogecko ansorgii
- Soort Afrogecko porphyreus
- Soort Agamura kermanensis
- Soort Agamura persica
- Soort Ailuronyx seychellensis
- Soort Ailuronyx tachyscopaeus
- Soort Ailuronyx trachygaster
- Soort Alsophylax laevis
- Soort Alsophylax loricatus
- Soort Alsophylax pipiens
- Soort Alsophylax przewalskii
- Soort Alsophylax szczerbaki
- Soort Alsophylax tadjikiensis
- Soort Altiphylax baturensis
- Soort Altiphylax levitoni
- Soort Altiphylax mintoni
- Soort Altiphylax stoliczkai
- Soort Altiphylax tokobajevi
- Soort Blaesodactylus ambonihazo
- Soort Blaesodactylus antongilensis
- Soort Blaesodactylus boivini
- Soort Blaesodactylus microtuberculatus
- Soort Blaesodactylus sakalava
- Soort Blaesodactylus victori
- Soort Bunopus blanfordii
- Soort Bunopus crassicauda
- Soort Bunopus tuberculatus
- Soort Calodactylodes aureus
- Soort Calodactylodes illingworthorum
- Soort Chondrodactylus angulifer
- Soort Chondrodactylus bibronii
- Soort Chondrodactylus fitzsimonsi
- Soort Chondrodactylus laevigatus
- Soort Chondrodactylus pulitzerae
- Soort Chondrodactylus turneri
- Soort Christinus alexanderi
- Soort Christinus guentheri
- Soort Christinus marmoratus
- Soort Cnemaspis aaronbaueri
- Soort Cnemaspis aceh
- Soort Cnemaspis adangrawi
- Soort Cnemaspis adii
- Soort Cnemaspis affinis
- Soort Cnemaspis africana
- Soort Cnemaspis agarwali
- Soort Cnemaspis ajijae
- Soort Cnemaspis alantika
- Soort Cnemaspis alwisi
- Soort Cnemaspis amba
- Soort Cnemaspis amboliensis
- Soort Cnemaspis amith
- Soort Cnemaspis anamudiensis
- Soort Cnemaspis anandani
- Soort Cnemaspis andalas
- Soort Cnemaspis andersonii
- Soort Cnemaspis anslemi
- Soort Cnemaspis argus
- Soort Cnemaspis assamensis
- Soort Cnemaspis aurantiacopes
- Soort Cnemaspis australis
- Soort Cnemaspis avasabinae
- Soort Cnemaspis bangara
- Soort Cnemaspis barbouri
- Soort Cnemaspis baueri
- Soort Cnemaspis bayuensis
- Soort Cnemaspis beddomei
- Soort Cnemaspis bidongensis
- Soort Cnemaspis biocellata
- Soort Cnemaspis boiei
- Soort Cnemaspis boulengeri
- Soort Cnemaspis butewai
- Soort Cnemaspis caudanivea
- Soort Cnemaspis chanardi
- Soort Cnemaspis chanthaburiensis
- Soort Cnemaspis chengodumalaensis
- Soort Cnemaspis dezwaani
- Soort Cnemaspis dickersonae
- Soort Cnemaspis dilepis
- Soort Cnemaspis dissanayakai
- Soort Cnemaspis dringi
- Soort Cnemaspis elgonensis
- Soort Cnemaspis flavigaster
- Soort Cnemaspis flaviventralis
- Soort Cnemaspis flavolineata
- Soort Cnemaspis gemunu
- Soort Cnemaspis gigas
- Soort Cnemaspis girii
- Soort Cnemaspis goaensis
- Soort Cnemaspis godagedarai
- Soort Cnemaspis gotaimbarai
- Soort Cnemaspis gracilis
- Soort Cnemaspis graniticola
- Soort Cnemaspis grismeri
- Soort Cnemaspis hangus
- Soort Cnemaspis harimau
- Soort Cnemaspis heteropholis
- Soort Cnemaspis hitihamii
- Soort Cnemaspis huaseesom
- Soort Cnemaspis indica
- Soort Cnemaspis ingerorum
- Soort Cnemaspis jacobsoni
- Soort Cnemaspis jerdonii
- Soort Cnemaspis kallima
- Soort Cnemaspis kamolnorranathi
- Soort Cnemaspis kandambyi
- Soort Cnemaspis kandiana
- Soort Cnemaspis karsticola
- Soort Cnemaspis kawminiae
- Soort Cnemaspis kendallii
- Soort Cnemaspis kivulegedarai
- Soort Cnemaspis koehleri
- Soort Cnemaspis kohukumburai
- Soort Cnemaspis kolhapurensis
- Soort Cnemaspis kotagamai
- Soort Cnemaspis kottiyoorensis
- Soort Cnemaspis koynaensis
- Soort Cnemaspis krishnagiriensis
- Soort Cnemaspis kumarasinghei
- Soort Cnemaspis kumpoli
- Soort Cnemaspis laoensis
- Soort Cnemaspis latha
- Soort Cnemaspis leucura
- Soort Cnemaspis limayei
- Soort Cnemaspis limi
- Soort Cnemaspis lineatubercularis
- Soort Cnemaspis lineogularis
- Soort Cnemaspis littoralis
- Soort Cnemaspis lokugei
- Soort Cnemaspis maculicollis
- Soort Cnemaspis magnifica
- Soort Cnemaspis mahabali
- Soort Cnemaspis mahsuriae
- Soort Cnemaspis manoae
- Soort Cnemaspis mcguirei
- Soort Cnemaspis menikay
- Soort Cnemaspis minang
- Soort Cnemaspis modiglianii
- Soort Cnemaspis molligodai
- Soort Cnemaspis monachorum
- Soort Cnemaspis monticola
- Soort Cnemaspis mumpuniae
- Soort Cnemaspis muria
- Soort Cnemaspis mysoriensis
- Soort Cnemaspis nairi
- Soort Cnemaspis nandimithrai
- Soort Cnemaspis narathiwatensis
- Soort Cnemaspis neangthyi
- Soort Cnemaspis nicobaricus
- Soort Cnemaspis nigridia
- Soort Cnemaspis nilagirica
- Soort Cnemaspis nilgala
- Soort Cnemaspis niyomwanae
- Soort Cnemaspis nuicamensis
- Soort Cnemaspis occidentalis
- Soort Cnemaspis omari
- Soort Cnemaspis ornata
- Soort Cnemaspis otai
- Soort Cnemaspis pagai
- Soort Cnemaspis palakkadensis
- Soort Cnemaspis paripari
- Soort Cnemaspis pava
- Soort Cnemaspis pemanggilensis
- Soort Cnemaspis peninsularis
- Soort Cnemaspis perhentianensis
- Soort Cnemaspis petrodroma
- Soort Cnemaspis phangngaensis
- Soort Cnemaspis phillipsi
- Soort Cnemaspis phuketensis
- Soort Cnemaspis podihuna
- Soort Cnemaspis pseudomcguirei
- Soort Cnemaspis psychedelica
- Soort Cnemaspis pulchra
- Soort Cnemaspis punctata
- Soort Cnemaspis punctatonuchalis
- Soort Cnemaspis purnamai
- Soort Cnemaspis quattuorseriata
- Soort Cnemaspis rajabasa
- Soort Cnemaspis rajakarunai
- Soort Cnemaspis rajgadensis
- Soort Cnemaspis rammalensis
- Soort Cnemaspis ranganaensis
- Soort Cnemaspis retigalensis
- Soort Cnemaspis rishivalleyensis
- Soort Cnemaspis roticanai
- Soort Cnemaspis samanalensis
- Soort Cnemaspis scalpensis
- Soort Cnemaspis schalleri
- Soort Cnemaspis selamatkanmerapoh
- Soort Cnemaspis selenolagus
- Soort Cnemaspis shahruli
- Soort Cnemaspis shevaroyensis
- Soort Cnemaspis siamensis
- Soort Cnemaspis silvula
- Soort Cnemaspis sisparensis
- Soort Cnemaspis spinicollis
- Soort Cnemaspis stellapulvis
- Soort Cnemaspis stongensis
- Soort Cnemaspis sundagekko
- Soort Cnemaspis sundainsula
- Soort Cnemaspis tanintharyi
- Soort Cnemaspis tapanuli
- Soort Cnemaspis tarutaoensis
- Soort Cnemaspis temiah
- Soort Cnemaspis thachanaensis
- Soort Cnemaspis thackerayi
- Soort Cnemaspis thayawthadangyi
- Soort Cnemaspis tropidogaster
- Soort Cnemaspis tubaensis
- Soort Cnemaspis tucdupensis
- Soort Cnemaspis upendrai
- Soort Cnemaspis uttaraghati
- Soort Cnemaspis uzungwae
- Soort Cnemaspis vandeventeri
- Soort Cnemaspis whittenorum
- Soort Cnemaspis wicksi
- Soort Cnemaspis wynadensis
- Soort Cnemaspis yelagiriensis
- Soort Cnemaspis yercaudensis
- Soort Cnemaspis zacharyi
- Soort Crossobamon eversmanni
- Soort Crossobamon orientalis
- Soort Cryptactites peringueyi
- Soort Cyrtodactylus aaroni
- Soort Cyrtodactylus adleri
- Soort Cyrtodactylus adorus
- Soort Cyrtodactylus aequalis
- Soort Cyrtodactylus agamensis
- Soort Cyrtodactylus agusanensis
- Soort Cyrtodactylus albofasciatus
- Soort Cyrtodactylus amphipetraeus
- Soort Cyrtodactylus angularis
- Soort Cyrtodactylus annandalei
- Soort Cyrtodactylus annulatus
- Soort Cyrtodactylus arcanus
- Soort Cyrtodactylus arunachalensis
- Soort Cyrtodactylus astrum
- Soort Cyrtodactylus atremus
- Soort Cyrtodactylus aunglini
- Soort Cyrtodactylus auralensis
- Soort Cyrtodactylus aurensis
- Soort Cyrtodactylus auribalteatus
- Soort Cyrtodactylus australotitiwangsaensis
- Soort Cyrtodactylus ayeyarwadyensis
- Soort Cyrtodactylus badenensis
- Soort Cyrtodactylus baluensis
- Soort Cyrtodactylus bansocensis
- Soort Cyrtodactylus batik
- Soort Cyrtodactylus battalensis
- Soort Cyrtodactylus batucolus
- Soort Cyrtodactylus bayinnyiensis
- Soort Cyrtodactylus bhupathyi
- Soort Cyrtodactylus bichnganae
- Soort Cyrtodactylus bidoupimontis
- Soort Cyrtodactylus bintangrendah
- Soort Cyrtodactylus bintangtinggi
- Soort Cyrtodactylus biordinis
- Soort Cyrtodactylus bobrovi
- Soort Cyrtodactylus bokorensis
- Soort Cyrtodactylus boreoclivus
- Soort Cyrtodactylus brevidactylus
- Soort Cyrtodactylus brevipalmatus
- Soort Cyrtodactylus buchardi
- Soort Cyrtodactylus bugiamapensis
- Soort Cyrtodactylus calamei
- Soort Cyrtodactylus camortensis
- Soort Cyrtodactylus caovansungi
- Soort Cyrtodactylus capreoloides
- Soort Cyrtodactylus cardamomensis
- Soort Cyrtodactylus cattienensis
- Soort Cyrtodactylus cavernicolus
- Soort Cyrtodactylus cayuensis
- Soort Cyrtodactylus celatus
- Soort Cyrtodactylus chamba
- Soort Cyrtodactylus chanhomeae
- Soort Cyrtodactylus chaunghanakwaensis
- Soort Cyrtodactylus chauquangensis
- Soort Cyrtodactylus chrysopylos
- Soort Cyrtodactylus chungi
- Soort Cyrtodactylus collegalensis
- Soort Cyrtodactylus condorensis
- Soort Cyrtodactylus consobrinoides
- Soort Cyrtodactylus consobrinus
- Soort Cyrtodactylus cracens
- Soort Cyrtodactylus crustulus
- Soort Cyrtodactylus cryptus
- Soort Cyrtodactylus cucdongensis
- Soort Cyrtodactylus cucphuongensis
- Soort Cyrtodactylus culaochamensis
- Soort Cyrtodactylus dammathetensis
- Soort Cyrtodactylus darevskii
- Soort Cyrtodactylus darmandvillei
- Soort Cyrtodactylus dati
- Soort Cyrtodactylus dattanensis
- Soort Cyrtodactylus dattkyaikensis
- Soort Cyrtodactylus dayangbuntingensis
- Soort Cyrtodactylus deccanensis
- Soort Cyrtodactylus derongo
- Soort Cyrtodactylus deveti
- Soort Cyrtodactylus doisuthep
- Soort Cyrtodactylus dumnuii
- Soort Cyrtodactylus durio
- Soort Cyrtodactylus edwardtaylori
- Soort Cyrtodactylus eisenmanae
- Soort Cyrtodactylus elok
- Soort Cyrtodactylus epiroticus
- Soort Cyrtodactylus equestris
- Soort Cyrtodactylus erythrops
- Soort Cyrtodactylus evanquahi
- Soort Cyrtodactylus fasciolatus
- Soort Cyrtodactylus feae
- Soort Cyrtodactylus fraenatus
- Soort Cyrtodactylus fumosus
- Soort Cyrtodactylus gansi
- Soort Cyrtodactylus gialaiensis
- Soort Cyrtodactylus gordongekkoi
- Soort Cyrtodactylus grismeri
- Soort Cyrtodactylus guakanthanensis
- Soort Cyrtodactylus gubaot
- Soort Cyrtodactylus gubernatoris
- Soort Cyrtodactylus gunungsenyumensis
- Soort Cyrtodactylus guwahatiensis
- Soort Cyrtodactylus halmahericus
- Soort Cyrtodactylus hantu
- Soort Cyrtodactylus hidupselamanya
- Soort Cyrtodactylus hikidai
- Soort Cyrtodactylus himalayanus
- Soort Cyrtodactylus himalayicus
- Soort Cyrtodactylus hinnamnoensis
- Soort Cyrtodactylus hitchi
- Soort Cyrtodactylus hontreensis
- Soort Cyrtodactylus hoskini
- Soort Cyrtodactylus houaphanensis
- Soort Cyrtodactylus huongsonensis
- Soort Cyrtodactylus huynhi
- Soort Cyrtodactylus ingeri
- Soort Cyrtodactylus interdigitalis
- Soort Cyrtodactylus intermedius
- Soort Cyrtodactylus inthanon
- Soort Cyrtodactylus irianjayaensis
- Soort Cyrtodactylus irregularis
- Soort Cyrtodactylus jaegeri
- Soort Cyrtodactylus jaintiaensis
- Soort Cyrtodactylus jambangan
- Soort Cyrtodactylus jarakensis
- Soort Cyrtodactylus jarujini
- Soort Cyrtodactylus jatnai
- Soort Cyrtodactylus jelawangensis
- Soort Cyrtodactylus jellesmae
- Soort Cyrtodactylus jeyporensis
- Soort Cyrtodactylus kazirangaensis
- Soort Cyrtodactylus khammouanensis
- Soort Cyrtodactylus khasiensis
- Soort Cyrtodactylus khelangensis
- Soort Cyrtodactylus kimberleyensis
- Soort Cyrtodactylus kingsadai
- Soort Cyrtodactylus klugei
- Soort Cyrtodactylus kohrongensis
- Soort Cyrtodactylus kulenensis
- Soort Cyrtodactylus kunyai
- Soort Cyrtodactylus laangensis
- Soort Cyrtodactylus laevigatus
- Soort Cyrtodactylus langkawiensis
- Soort Cyrtodactylus lateralis
- Soort Cyrtodactylus lawderanus
- Soort Cyrtodactylus leegrismeri
- Soort Cyrtodactylus lekaguli
- Soort Cyrtodactylus lenggongensis
- Soort Cyrtodactylus lenya
- Soort Cyrtodactylus limajalur
- Soort Cyrtodactylus linnoensis
- Soort Cyrtodactylus linnwayensis
- Soort Cyrtodactylus lomyenensis
- Soort Cyrtodactylus loriae
- Soort Cyrtodactylus louisiadensis
- Soort Cyrtodactylus macrotuberculatus
- Soort Cyrtodactylus maelanoi
- Soort Cyrtodactylus majulah
- Soort Cyrtodactylus malayanus
- Soort Cyrtodactylus mamanwa
- Soort Cyrtodactylus mandalayensis
- Soort Cyrtodactylus manos
- Soort Cyrtodactylus markuscombaii
- Soort Cyrtodactylus marmoratus
- Soort Cyrtodactylus martini
- Soort Cyrtodactylus martinstolli
- Soort Cyrtodactylus matsuii
- Soort Cyrtodactylus mcdonaldi
- Soort Cyrtodactylus medioclivus
- Soort Cyrtodactylus meersi
- Soort Cyrtodactylus metropolis
- Soort Cyrtodactylus mimikanus
- Soort Cyrtodactylus minor
- Soort Cyrtodactylus miriensis
- Soort Cyrtodactylus mombergi
- Soort Cyrtodactylus montanus
- Soort Cyrtodactylus muangfuangensis
- Soort Cyrtodactylus multiporus
- Soort Cyrtodactylus muluensis
- Soort Cyrtodactylus murua
- Soort Cyrtodactylus myaleiktaung
- Soort Cyrtodactylus myintkyawthurai
- Soort Cyrtodactylus nagalandensis
- Soort Cyrtodactylus naungkayaingensis
- Soort Cyrtodactylus nebulosus
- Soort Cyrtodactylus nepalensis
- Soort Cyrtodactylus ngati
- Soort Cyrtodactylus ngoiensis
- Soort Cyrtodactylus nicobaricus
- Soort Cyrtodactylus nigriocularis
- Soort Cyrtodactylus novaeguineae
- Soort Cyrtodactylus nuaulu
- Soort Cyrtodactylus nyinyikyawi
- Soort Cyrtodactylus oldhami
- Soort Cyrtodactylus otai
- Soort Cyrtodactylus pageli
- Soort Cyrtodactylus pantiensis
- Soort Cyrtodactylus papilionoides
- Soort Cyrtodactylus papuensis
- Soort Cyrtodactylus paradoxus
- Soort Cyrtodactylus payacola
- Soort Cyrtodactylus payarhtanensis
- Soort Cyrtodactylus peguensis
- Soort Cyrtodactylus petani
- Soort Cyrtodactylus pharbaungensis
- Soort Cyrtodactylus phetchaburiensis
- Soort Cyrtodactylus philippinicus
- Soort Cyrtodactylus phnomchiensis
- Soort Cyrtodactylus phongnhakebangensis
- Soort Cyrtodactylus phuketensis
- Soort Cyrtodactylus phumyensis
- Soort Cyrtodactylus phuocbinhensis
- Soort Cyrtodactylus phuquocensis
- Soort Cyrtodactylus pinlaungensis
- Soort Cyrtodactylus pronarus
- Soort Cyrtodactylus psarops
- Soort Cyrtodactylus pseudoquadrivirgatus
- Soort Cyrtodactylus pubisulcus
- Soort Cyrtodactylus puhuensis
- Soort Cyrtodactylus pulchellus
- Soort Cyrtodactylus pyadalinensis
- Soort Cyrtodactylus pyinyaungensis
- Soort Cyrtodactylus quadrivirgatus
- Soort Cyrtodactylus raglai
- Soort Cyrtodactylus ramboda
- Soort Cyrtodactylus ranongensis
- Soort Cyrtodactylus redimiculus
- Soort Cyrtodactylus rex
- Soort Cyrtodactylus rishivalleyensis
- Soort Cyrtodactylus robustus
- Soort Cyrtodactylus roesleri
- Soort Cyrtodactylus rosichonarieforum
- Soort Cyrtodactylus rubidus
- Soort Cyrtodactylus rufford
- Soort Cyrtodactylus russelli
- Soort Cyrtodactylus sadanensis
- Soort Cyrtodactylus sadansinensis
- Soort Cyrtodactylus sadleiri
- Soort Cyrtodactylus saiyok
- Soort Cyrtodactylus salomonensis
- Soort Cyrtodactylus samroiyot
- Soort Cyrtodactylus sangi
- Soort Cyrtodactylus sanook
- Soort Cyrtodactylus sanpelensis
- Soort Cyrtodactylus semenanjungensis
- Soort Cyrtodactylus semiadii
- Soort Cyrtodactylus semicinctus
- Soort Cyrtodactylus septentrionalis
- Soort Cyrtodactylus septimontium
- Soort Cyrtodactylus seribuatensis
- Soort Cyrtodactylus sermowaiensis
- Soort Cyrtodactylus serratus
- Soort Cyrtodactylus sharkari
- Soort Cyrtodactylus shwetaungorum
- Soort Cyrtodactylus sinyineensis
- Soort Cyrtodactylus slowinskii
- Soort Cyrtodactylus soba
- Soort Cyrtodactylus sommerladi
- Soort Cyrtodactylus soni
- Soort Cyrtodactylus sonlaensis
- Soort Cyrtodactylus soudthichaki
- Soort Cyrtodactylus speciosus
- Soort Cyrtodactylus spelaeus
- Soort Cyrtodactylus spinosus
- Soort Cyrtodactylus srilekhae
- Soort Cyrtodactylus stresemanni
- Soort Cyrtodactylus subsolanus
- Soort Cyrtodactylus sumonthai
- Soort Cyrtodactylus sumuroi
- Soort Cyrtodactylus surin
- Soort Cyrtodactylus sworderi
- Soort Cyrtodactylus tahuna
- Soort Cyrtodactylus takouensis
- Soort Cyrtodactylus tamaiensis
- Soort Cyrtodactylus tambora
- Soort Cyrtodactylus tanahjampea
- Soort Cyrtodactylus tanim
- Soort Cyrtodactylus taungwineensis
- Soort Cyrtodactylus tautbatorum
- Soort Cyrtodactylus taybacensis
- Soort Cyrtodactylus taynguyenensis
- Soort Cyrtodactylus tebuensis
- Soort Cyrtodactylus teyniei
- Soort Cyrtodactylus thathomensis
- Soort Cyrtodactylus thirakhupti
- Soort Cyrtodactylus thochuensis
- Soort Cyrtodactylus thuongae
- Soort Cyrtodactylus thylacodactylus
- Soort Cyrtodactylus tibetanus
- Soort Cyrtodactylus tigroides
- Soort Cyrtodactylus timur
- Soort Cyrtodactylus tiomanensis
- Soort Cyrtodactylus triedrus
- Soort Cyrtodactylus trilatofasciatus
- Soort Cyrtodactylus tripartitus
- Soort Cyrtodactylus tripuraensis
- Soort Cyrtodactylus tuberculatus
- Soort Cyrtodactylus urbanus
- Soort Cyrtodactylus varadgirii
- Soort Cyrtodactylus variegatus
- Soort Cyrtodactylus vilaphongi
- Soort Cyrtodactylus wakeorum
- Soort Cyrtodactylus wallacei
- Soort Cyrtodactylus wangkulangkulae
- Soort Cyrtodactylus wayakonei
- Soort Cyrtodactylus welpyanensis
- Soort Cyrtodactylus wetariensis
- Soort Cyrtodactylus yakhuna
- Soort Cyrtodactylus yangbayensis
- Soort Cyrtodactylus yathepyanensis
- Soort Cyrtodactylus yoshii
- Soort Cyrtodactylus ywanganensis
- Soort Cyrtodactylus zebraicus
- Soort Cyrtodactylus zhaoermii
- Soort Cyrtodactylus zhenkangensis
- Soort Cyrtodactylus ziegleri
- Soort Cyrtodactylus zugi
- Soort Cyrtopodion agamuroides
- Soort Cyrtopodion aravallensis
- Soort Cyrtopodion baigii
- Soort Cyrtopodion belaense
- Soort Cyrtopodion brevipes
- Soort Cyrtopodion fortmunroi
- Soort Cyrtopodion gastrophole
- Soort Cyrtopodion golubevi
- Soort Cyrtopodion hormozganum
- Soort Cyrtopodion indusoani
- Soort Cyrtopodion kachhense
- Soort Cyrtopodion kiabii
- Soort Cyrtopodion kirmanense
- Soort Cyrtopodion kohsulaimanai
- Soort Cyrtopodion mansarulus
- Soort Cyrtopodion medogense
- Soort Cyrtopodion montiumsalsorum
- Soort Cyrtopodion persepolense
- Soort Cyrtopodion potoharense
- Soort Cyrtopodion rhodocauda
- Soort Cyrtopodion rohtasfortai
- Soort Cyrtopodion scabrum
- Soort Cyrtopodion sistanense
- Soort Cyrtopodion watsoni
- Soort Dixonius aaronbaueri
- Soort Dixonius dulayaphitakorum
- Soort Dixonius hangseesom
- Soort Dixonius kaweesaki
- Soort Dixonius lao
- Soort Dixonius mekongensis
- Soort Dixonius melanostictus
- Soort Dixonius minhlei
- Soort Dixonius pawangkhananti
- Soort Dixonius siamensis
- Soort Dixonius somchanhae
- Soort Dixonius taoi
- Soort Dixonius vietnamensis
- Soort Dravidogecko anamallensis
- Soort Dravidogecko douglasadamsi
- Soort Dravidogecko janakiae
- Soort Dravidogecko meghamalaiensis
- Soort Dravidogecko septentrionalis
- Soort Dravidogecko smithi
- Soort Dravidogecko tholpalli
- Soort Ebenavia boettgeri
- Soort Ebenavia inunguis
- Soort Ebenavia maintimainty
- Soort Ebenavia robusta
- Soort Ebenavia safari
- Soort Ebenavia tuelinae
- Soort Elasmodactylus tetensis
- Soort Elasmodactylus tuberculosus
- Soort Geckolepis humbloti
- Soort Geckolepis maculata
- Soort Geckolepis megalepis
- Soort Geckolepis polylepis
- Soort Geckolepis typica
- Soort Gehyra angusticaudata
- Soort Gehyra arnhemica
- Soort Gehyra australis
- Soort Gehyra baliola
- Soort Gehyra barea
- Soort Gehyra borroloola
- Soort Gehyra brevipalmata
- Soort Gehyra calcitectus
- Soort Gehyra capensis
- Soort Gehyra catenata
- Soort Gehyra chimera
- Soort Gehyra crypta
- Soort Gehyra dubia
- Soort Gehyra einasleighensis
- Soort Gehyra electrum
- Soort Gehyra fehlmanni
- Soort Gehyra fenestrula
- Soort Gehyra finipunctata
- Soort Gehyra gemina
- Soort Gehyra georgpotthasti
- Soort Gehyra girloorloo
- Soort Gehyra granulum
- Soort Gehyra incognita
- Soort Gehyra insulensis
- Soort Gehyra interstitialis
- Soort Gehyra ipsa
- Soort Gehyra kimberleyi
- Soort Gehyra koira
- Soort Gehyra lacerata
- Soort Gehyra lapistola
- Soort Gehyra lauta
- Soort Gehyra lazelli
- Soort Gehyra leopoldi
- Soort Gehyra macra
- Soort Gehyra marginata
- Soort Gehyra media
- Soort Gehyra membranacruralis
- Soort Gehyra micra
- Soort Gehyra minuta
- Soort Gehyra montium
- Soort Gehyra moritzi
- Soort Gehyra multiporosa
- Soort Gehyra mutilata
- Soort Gehyra nana
- Soort Gehyra occidentalis
- Soort Gehyra oceanica
- Soort Gehyra ocellata
- Soort Gehyra pamela
- Soort Gehyra papuana
- Soort Gehyra paranana
- Soort Gehyra peninsularis
- Soort Gehyra pilbara
- Soort Gehyra pluraporosa
- Soort Gehyra polka
- Soort Gehyra pseudopunctata
- Soort Gehyra pulingka
- Soort Gehyra punctata
- Soort Gehyra purpurascens
- Soort Gehyra robusta
- Soort Gehyra rohan
- Soort Gehyra serraticauda
- Soort Gehyra spheniscus
- Soort Gehyra unguiculata
- Soort Gehyra variegata
- Soort Gehyra versicolor
- Soort Gehyra vorax
- Soort Gehyra xenopus
- Soort Gekko aaronbaueri
- Soort Gekko adleri
- Soort Gekko albofasciolatus
- Soort Gekko athymus
- Soort Gekko auriverrucosus
- Soort Gekko badenii
- Soort Gekko bannaense
- Soort Gekko boehmei
- Soort Gekko bonkowskii
- Soort Gekko browni
- Soort Gekko canaensis
- Soort Gekko canhi
- Soort Gekko carusadensis
- Soort Gekko chinensis
- Soort Gekko cib
- Soort Gekko cicakterbang
- Soort Gekko coi
- Soort Gekko crombota
- Soort Gekko ernstkelleri
- Soort Gekko flavimaritus
- Soort Gekko gecko
- Soort Gekko gigante
- Soort Gekko grossmanni
- Soort Gekko guishanicus
- Soort Gekko gulat
- Soort Gekko hokouensis
- Soort Gekko horsfieldii
- Soort Gekko intermedium
- Soort Gekko iskandari
- Soort Gekko japonicus
- Soort Gekko jinjiangensis
- Soort Gekko kabkaebin
- Soort Gekko kaengkrachanense
- Soort Gekko kikuchii
- Soort Gekko kuhli
- Soort Gekko kwangsiensis
- Soort Gekko lauhachindai
- Soort Gekko liboensis
- Soort Gekko lionotum
- Soort Gekko melli
- Soort Gekko mindorensis
- Soort Gekko monarchus
- Soort Gekko nadenensis
- Soort Gekko nicobarensis
- Soort Gekko nutaphandi
- Soort Gekko palawanensis
- Soort Gekko palmatus
- Soort Gekko petricolus
- Soort Gekko phuyenensis
- Soort Gekko popaense
- Soort Gekko porosus
- Soort Gekko pradapdao
- Soort Gekko reevesii
- Soort Gekko remotus
- Soort Gekko rhacophorus
- Soort Gekko romblon
- Soort Gekko rossi
- Soort Gekko russelltraini
- Soort Gekko scabridus
- Soort Gekko scientiadventura
- Soort Gekko sengchanthavongi
- Soort Gekko shibatai
- Soort Gekko siamensis
- Soort Gekko similignum
- Soort Gekko smithii
- Soort Gekko sorok
- Soort Gekko subpalmatus
- Soort Gekko swinhonis
- Soort Gekko taibaiensis
- Soort Gekko takouensis
- Soort Gekko tawaensis
- Soort Gekko thakhekensis
- Soort Gekko tokehos
- Soort Gekko trinotaterra
- Soort Gekko truongi
- Soort Gekko verreauxi
- Soort Gekko vertebralis
- Soort Gekko vietnamensis
- Soort Gekko vittatus
- Soort Gekko wenxianensis
- Soort Gekko yakuensis
- Soort Goggia braacki
- Soort Goggia essexi
- Soort Goggia gemmula
- Soort Goggia hewitti
- Soort Goggia hexapora
- Soort Goggia incognita
- Soort Goggia lineata
- Soort Goggia matzikamaensis
- Soort Goggia microlepidota
- Soort Goggia rupicola
- Soort Hemidactylus aaronbaueri
- Soort Hemidactylus acanthopholis
- Soort Hemidactylus achaemenidicus
- Soort Hemidactylus adensis
- Soort Hemidactylus afarensis
- Soort Hemidactylus agrius
- Soort Hemidactylus albituberculatus
- Soort Hemidactylus albivertebralis
- Soort Hemidactylus albofasciatus
- Soort Hemidactylus albopunctatus
- Soort Hemidactylus alfarraji
- Soort Hemidactylus alkiyumii
- Soort Hemidactylus angulatus
- Soort Hemidactylus ansorgii
- Soort Hemidactylus aporus
- Soort Hemidactylus aquilonius
- Soort Hemidactylus arnoldi
- Soort Hemidactylus asirensis
- Soort Hemidactylus awashensis
- Soort Hemidactylus barbierii
- Soort Hemidactylus barbouri
- Soort Hemidactylus barodanus
- Soort Hemidactylus bavazzanoi
- Soort Hemidactylus bayonii
- Soort Hemidactylus benguellensis
- Soort Hemidactylus beninensis
- Soort Hemidactylus biokoensis
- Soort Hemidactylus boavistensis
- Soort Hemidactylus bouvieri
- Soort Hemidactylus bowringii
- Soort Hemidactylus brasilianus
- Soort Hemidactylus brookii
- Soort Hemidactylus chikhaldaraensis
- Soort Hemidactylus chipkali
- Soort Hemidactylus citernii
- Soort Hemidactylus coalescens
- Soort Hemidactylus craspedotus
- Soort Hemidactylus curlei
- Soort Hemidactylus dawudazraqi
- Soort Hemidactylus depressus
- Soort Hemidactylus dracaenacolus
- Soort Hemidactylus echinus
- Soort Hemidactylus endophis
- Soort Hemidactylus eniangii
- Soort Hemidactylus fasciatus
- Soort Hemidactylus festivus
- Soort Hemidactylus flavicauda
- Soort Hemidactylus flaviviridis
- Soort Hemidactylus forbesii
- Soort Hemidactylus foudaii
- Soort Hemidactylus fragilis
- Soort Hemidactylus frenatus
- Soort Hemidactylus funaiolii
- Soort Hemidactylus garnotii
- Soort Hemidactylus giganteus
- Soort Hemidactylus gleadowi
- Soort Hemidactylus gracilis
- Soort Hemidactylus granchii
- Soort Hemidactylus graniticolus
- Soort Hemidactylus granosus
- Soort Hemidactylus granti
- Soort Hemidactylus greeffii
- Soort Hemidactylus gujaratensis
- Soort Hemidactylus hajarensis
- Soort Hemidactylus hannahsabinae
- Soort Hemidactylus hemchandrai
- Soort Hemidactylus homoeolepis
- Soort Hemidactylus hunae
- Soort Hemidactylus imbricatus
- Soort Hemidactylus inexpectatus
- Soort Hemidactylus inintellectus
- Soort Hemidactylus isolepis
- Soort Hemidactylus ituriensis
- Soort Hemidactylus jubensis
- Soort Hemidactylus jumailiae
- Soort Hemidactylus kamdemtohami
- Soort Hemidactylus kangerensis
- Soort Hemidactylus karenorum
- Soort Hemidactylus klauberi
- Soort Hemidactylus kolliensis
- Soort Hemidactylus kundaensis
- Soort Hemidactylus kushmorensis
- Soort Hemidactylus kyaboboensis
- Soort Hemidactylus laevis
- Soort Hemidactylus lamaensis
- Soort Hemidactylus lankae
- Soort Hemidactylus lanzai
- Soort Hemidactylus laticaudatus
- Soort Hemidactylus lavadeserticus
- Soort Hemidactylus lemurinus
- Soort Hemidactylus leschenaultii
- Soort Hemidactylus longicephalus
- Soort Hemidactylus lopezjuradoi
- Soort Hemidactylus luqueorum
- Soort Hemidactylus mabouia
- Soort Hemidactylus macropholis
- Soort Hemidactylus maculatus
- Soort Hemidactylus makolowodei
- Soort Hemidactylus malcolmsmithi
- Soort Hemidactylus mandebensis
- Soort Hemidactylus masirahensis
- Soort Hemidactylus matschiei
- Soort Hemidactylus megalops
- Soort Hemidactylus mercatorius
- Soort Hemidactylus mindiae
- Soort Hemidactylus minutus
- Soort Hemidactylus modestus
- Soort Hemidactylus montanus
- Soort Hemidactylus mrimaensis
- Soort Hemidactylus muriceus
- Soort Hemidactylus murrayi
- Soort Hemidactylus newtoni
- Soort Hemidactylus nicolauensis
- Soort Hemidactylus nzingae
- Soort Hemidactylus ophiolepis
- Soort Hemidactylus ophiolepoides
- Soort Hemidactylus oxyrhinus
- Soort Hemidactylus paaragowli
- Soort Hemidactylus paivae
- Soort Hemidactylus palaichthus
- Soort Hemidactylus parvimaculatus
- Soort Hemidactylus pauciporosus
- Soort Hemidactylus paucituberculatus
- Soort Hemidactylus persicus
- Soort Hemidactylus pieresii
- Soort Hemidactylus platycephalus
- Soort Hemidactylus platyurus
- Soort Hemidactylus prashadi
- Soort Hemidactylus principensis
- Soort Hemidactylus pseudomuriceus
- Soort Hemidactylus pseudoromeshkanicus
- Soort Hemidactylus puccionii
- Soort Hemidactylus pumilio
- Soort Hemidactylus reticulatus
- Soort Hemidactylus richardsonii
- Soort Hemidactylus rishivalleyensis
- Soort Hemidactylus robustus
- Soort Hemidactylus romeshkanicus
- Soort Hemidactylus ruspolii
- Soort Hemidactylus saba
- Soort Hemidactylus sahgali
- Soort Hemidactylus sankariensis
- Soort Hemidactylus sassanidianus
- Soort Hemidactylus sataraensis
- Soort Hemidactylus scabriceps
- Soort Hemidactylus shihraensis
- Soort Hemidactylus sinaitus
- Soort Hemidactylus sirumalaiensis
- Soort Hemidactylus siva
- Soort Hemidactylus smithi
- Soort Hemidactylus somalicus
- Soort Hemidactylus squamulatus
- Soort Hemidactylus stejnegeri
- Soort Hemidactylus sushilduttai
- Soort Hemidactylus tanganicus
- Soort Hemidactylus tasmani
- Soort Hemidactylus taylori
- Soort Hemidactylus tenkatei
- Soort Hemidactylus thayene
- Soort Hemidactylus treutleri
- Soort Hemidactylus triedrus
- Soort Hemidactylus tropidolepis
- Soort Hemidactylus turcicus
- Soort Hemidactylus ulii
- Soort Hemidactylus vanam
- Soort Hemidactylus varadgirii
- Soort Hemidactylus vernayi
- Soort Hemidactylus vietnamensis
- Soort Hemidactylus vijayraghavani
- Soort Hemidactylus whitakeri
- Soort Hemidactylus xericolus
- Soort Hemidactylus yajurvedi
- Soort Hemidactylus yerburii
- Soort Hemiphyllodactylus arakuensis
- Soort Hemiphyllodactylus aurantiacus
- Soort Hemiphyllodactylus banaensis
- Soort Hemiphyllodactylus bintik
- Soort Hemiphyllodactylus bonkowskii
- Soort Hemiphyllodactylus changningensis
- Soort Hemiphyllodactylus chiangmaiensis
- Soort Hemiphyllodactylus cicak
- Soort Hemiphyllodactylus dupanglingensis
- Soort Hemiphyllodactylus dushanensis
- Soort Hemiphyllodactylus engganoensis
- Soort Hemiphyllodactylus flaviventris
- Soort Hemiphyllodactylus ganoklonis
- Soort Hemiphyllodactylus harterti
- Soort Hemiphyllodactylus hongkongensis
- Soort Hemiphyllodactylus huishuiensis
- Soort Hemiphyllodactylus indosobrinus
- Soort Hemiphyllodactylus insularis
- Soort Hemiphyllodactylus jinpingensis
- Soort Hemiphyllodactylus jnana
- Soort Hemiphyllodactylus khlonglanensis
- Soort Hemiphyllodactylus kiziriani
- Soort Hemiphyllodactylus kolliensis
- Soort Hemiphyllodactylus kyaiktiyoensis
- Soort Hemiphyllodactylus larutensis
- Soort Hemiphyllodactylus linnwayensis
- Soort Hemiphyllodactylus longlingensis
- Soort Hemiphyllodactylus margarethae
- Soort Hemiphyllodactylus minimus
- Soort Hemiphyllodactylus montawaensis
- Soort Hemiphyllodactylus nahangensis
- Soort Hemiphyllodactylus ngocsonensis
- Soort Hemiphyllodactylus ngwelwini
- Soort Hemiphyllodactylus nilgiriensis
- Soort Hemiphyllodactylus pardalis
- Soort Hemiphyllodactylus peninsularis
- Soort Hemiphyllodactylus pinlaungensis
- Soort Hemiphyllodactylus serpispecus
- Soort Hemiphyllodactylus tehtarik
- Soort Hemiphyllodactylus titiwangsaensis
- Soort Hemiphyllodactylus tonywhitteni
- Soort Hemiphyllodactylus typus
- Soort Hemiphyllodactylus uga
- Soort Hemiphyllodactylus yunnanensis
- Soort Hemiphyllodactylus ywanganensis
- Soort Hemiphyllodactylus zalonicus
- Soort Hemiphyllodactylus zayuensis
- Soort Hemiphyllodactylus zugi
- Soort Hemiphyllodactylus zwegabinensis
- Soort Heteronotia atra
- Soort Heteronotia binoei
- Soort Heteronotia fasciolata
- Soort Heteronotia planiceps
- Soort Heteronotia spelea
- Soort Homopholis arnoldi
- Soort Homopholis fasciata
- Soort Homopholis mulleri
- Soort Homopholis walbergii
- Soort Kolekanos plumicauda
- Soort Lakigecko aaronbaueri
- Soort Lepidodactylus aignanus
- Soort Lepidodactylus aureolineatus
- Soort Lepidodactylus balioburius
- Soort Lepidodactylus browni
- Soort Lepidodactylus buleli
- Soort Lepidodactylus christiani
- Soort Lepidodactylus dialeukos
- Soort Lepidodactylus euaensis
- Soort Lepidodactylus flaviocularis
- Soort Lepidodactylus gardineri
- Soort Lepidodactylus guppyi
- Soort Lepidodactylus herrei
- Soort Lepidodactylus intermedius
- Soort Lepidodactylus kwasnickae
- Soort Lepidodactylus labialis
- Soort Lepidodactylus listeri
- Soort Lepidodactylus lombocensis
- Soort Lepidodactylus lugubris
- Soort Lepidodactylus magnus
- Soort Lepidodactylus manni
- Soort Lepidodactylus mitchelli
- Soort Lepidodactylus moestus
- Soort Lepidodactylus mutahi
- Soort Lepidodactylus novaeguineae
- Soort Lepidodactylus oligoporus
- Soort Lepidodactylus oortii
- Soort Lepidodactylus orientalis
- Soort Lepidodactylus pantai
- Soort Lepidodactylus paurolepis
- Soort Lepidodactylus planicauda
- Soort Lepidodactylus pollostos
- Soort Lepidodactylus pulcher
- Soort Lepidodactylus pumilus
- Soort Lepidodactylus ranauensis
- Soort Lepidodactylus sacrolineatus
- Soort Lepidodactylus shebae
- Soort Lepidodactylus tepukapili
- Soort Lepidodactylus vanuatuensis
- Soort Lepidodactylus woodfordi
- Soort Lepidodactylus yami
- Soort Lepidodactylus zweifeli
- Soort Luperosaurus angliit
- Soort Luperosaurus brooksii
- Soort Luperosaurus corfieldi
- Soort Luperosaurus cumingii
- Soort Luperosaurus joloensis
- Soort Luperosaurus kubli
- Soort Luperosaurus macgregori
- Soort Luperosaurus palawanensis
- Soort Luperosaurus yasumai
- Soort Lygodactylus angolensis
- Soort Lygodactylus angularis
- Soort Lygodactylus arnoulti
- Soort Lygodactylus baptistai
- Soort Lygodactylus bernardi
- Soort Lygodactylus bivittis
- Soort Lygodactylus blancae
- Soort Lygodactylus blanci
- Soort Lygodactylus bonsi
- Soort Lygodactylus bradfieldi
- Soort Lygodactylus broadleyi
- Soort Lygodactylus capensis
- Soort Lygodactylus chobiensis
- Soort Lygodactylus conradti
- Soort Lygodactylus conraui
- Soort Lygodactylus decaryi
- Soort Lygodactylus depressus
- Soort Lygodactylus expectatus
- Soort Lygodactylus fischeri
- Soort Lygodactylus grandisonae
- Soort Lygodactylus graniticolus
- Soort Lygodactylus gravis
- Soort Lygodactylus grotei
- Soort Lygodactylus guibei
- Soort Lygodactylus gutturalis
- Soort Lygodactylus heterurus
- Soort Lygodactylus incognitus
- Soort Lygodactylus inexpectatus
- Soort Lygodactylus insularis
- Soort Lygodactylus intermedius
- Soort Lygodactylus keniensis
- Soort Lygodactylus kimhowelli
- Soort Lygodactylus klemmeri
- Soort Lygodactylus klugei
- Soort Lygodactylus laterimaculatus
- Soort Lygodactylus lawrencei
- Soort Lygodactylus madagascariensis
- Soort Lygodactylus manni
- Soort Lygodactylus methueni
- Soort Lygodactylus miops
- Soort Lygodactylus mirabilis
- Soort Lygodactylus mombasicus
- Soort Lygodactylus montanus
- Soort Lygodactylus montiscaeruli
- Soort Lygodactylus nigropunctatus
- Soort Lygodactylus nyaneka
- Soort Lygodactylus ocellatus
- Soort Lygodactylus ornatus
- Soort Lygodactylus pauliani
- Soort Lygodactylus picturatus
- Soort Lygodactylus pictus
- Soort Lygodactylus rarus
- Soort Lygodactylus regulus
- Soort Lygodactylus rex
- Soort Lygodactylus roavolana
- Soort Lygodactylus scheffleri
- Soort Lygodactylus scorteccii
- Soort Lygodactylus somalicus
- Soort Lygodactylus soutpansbergensis
- Soort Lygodactylus stevensoni
- Soort Lygodactylus tchokwe
- Soort Lygodactylus thomensis
- Soort Lygodactylus tolampyae
- Soort Lygodactylus tsavoensis
- Soort Lygodactylus tuberosus
- Soort Lygodactylus verticillatus
- Soort Lygodactylus viscatus
- Soort Lygodactylus waterbergensis
- Soort Lygodactylus wetzeli
- Soort Lygodactylus williamsi
- Soort Lygodactylus wojnowskii
- Soort Matoatoa brevipes
- Soort Matoatoa spannringi
- Soort Mediodactylus amictopholis
- Soort Mediodactylus aspratilis
- Soort Mediodactylus bartoni
- Soort Mediodactylus brachykolon
- Soort Mediodactylus danilewskii
- Soort Mediodactylus heterocercus
- Soort Mediodactylus heteropholis
- Soort Mediodactylus ilamensis
- Soort Mediodactylus kotschyi
- Soort Mediodactylus narynensis
- Soort Mediodactylus oertzeni
- Soort Mediodactylus orientalis
- Soort Mediodactylus russowii
- Soort Mediodactylus sagittifer
- Soort Mediodactylus spinicauda
- Soort Mediodactylus stevenandersoni
- Soort Mediodactylus walli
- Soort Microgecko chabaharensis
- Soort Microgecko depressus
- Soort Microgecko helenae
- Soort Microgecko laki
- Soort Microgecko latifi
- Soort Microgecko persicus
- Soort Microgecko tanishpaensis
- Soort Microgecko varaviensis
- Soort Nactus acutus
- Soort Nactus aktites
- Soort Nactus allenallisoni
- Soort Nactus alotau
- Soort Nactus amplus
- Soort Nactus arceo
- Soort Nactus arfakianus
- Soort Nactus cheverti
- Soort Nactus chrisaustini
- Soort Nactus coindemirensis
- Soort Nactus eboracensis
- Soort Nactus erugatus
- Soort Nactus fredkrausi
- Soort Nactus galgajuga
- Soort Nactus grevifer
- Soort Nactus heteronotus
- Soort Nactus intrudusus
- Soort Nactus inundatus
- Soort Nactus kamiali
- Soort Nactus kunan
- Soort Nactus modicus
- Soort Nactus multicarinatus
- Soort Nactus nanus
- Soort Nactus notios
- Soort Nactus panaeati
- Soort Nactus papua
- Soort Nactus pelagicus
- Soort Nactus rainerguentheri
- Soort Nactus robertfisheri
- Soort Nactus septentrionalis
- Soort Nactus serpensinsula
- Soort Nactus soniae
- Soort Nactus sphaerodactylodes
- Soort Nactus undulatus
- Soort Nactus vankampeni
- Soort Narudasia festiva
- Soort Pachydactylus acuminatus
- Soort Pachydactylus affinis
- Soort Pachydactylus amoenus
- Soort Pachydactylus angolensis
- Soort Pachydactylus atorquatus
- Soort Pachydactylus austeni
- Soort Pachydactylus barnardi
- Soort Pachydactylus bicolor
- Soort Pachydactylus boehmei
- Soort Pachydactylus capensis
- Soort Pachydactylus caraculicus
- Soort Pachydactylus carinatus
- Soort Pachydactylus etultra
- Soort Pachydactylus fasciatus
- Soort Pachydactylus formosus
- Soort Pachydactylus gaiasensis
- Soort Pachydactylus geitje
- Soort Pachydactylus griffini
- Soort Pachydactylus haackei
- Soort Pachydactylus katanganus
- Soort Pachydactylus kladaroderma
- Soort Pachydactylus kobosensis
- Soort Pachydactylus kochii
- Soort Pachydactylus labialis
- Soort Pachydactylus latirostris
- Soort Pachydactylus macrolepis
- Soort Pachydactylus maculatus
- Soort Pachydactylus maraisi
- Soort Pachydactylus mariquensis
- Soort Pachydactylus mclachlani
- Soort Pachydactylus monicae
- Soort Pachydactylus montanus
- Soort Pachydactylus namaquensis
- Soort Pachydactylus oculatus
- Soort Pachydactylus oreophilus
- Soort Pachydactylus oshaughnessyi
- Soort Pachydactylus otaviensis
- Soort Pachydactylus parascutatus
- Soort Pachydactylus punctatus
- Soort Pachydactylus purcelli
- Soort Pachydactylus rangei
- Soort Pachydactylus reconditus
- Soort Pachydactylus robertsi
- Soort Pachydactylus rugosus
- Soort Pachydactylus sansteynae
- Soort Pachydactylus scherzi
- Soort Pachydactylus scutatus
- Soort Pachydactylus serval
- Soort Pachydactylus tigrinus
- Soort Pachydactylus tsodiloensis
- Soort Pachydactylus vansoni
- Soort Pachydactylus vanzyli
- Soort Pachydactylus visseri
- Soort Pachydactylus wahlbergii
- Soort Pachydactylus waterbergensis
- Soort Pachydactylus weberi
- Soort Pachydactylus werneri
- Soort Paragehyra austini
- Soort Paragehyra felicitae
- Soort Paragehyra gabriellae
- Soort Paragehyra petiti
- Soort Paroedura androyensis
- Soort Paroedura bastardi
- Soort Paroedura fasciata
- Soort Paroedura gracilis
- Soort Paroedura guibeae
- Soort Paroedura homalorhina
- Soort Paroedura hordiesi
- Soort Paroedura ibityensis
- Soort Paroedura karstophila
- Soort Paroedura kloki
- Soort Paroedura lohatsara
- Soort Paroedura maingoka
- Soort Paroedura masobe
- Soort Paroedura neglecta
- Soort Paroedura oviceps
- Soort Paroedura picta
- Soort Paroedura rennerae
- Soort Paroedura sanctijohannis
- Soort Paroedura spelaea
- Soort Paroedura stellata
- Soort Paroedura stumpffi
- Soort Paroedura tanjaka
- Soort Paroedura vahiny
- Soort Paroedura vazimba
- Soort Parsigecko ziaiei
- Soort Perochirus ateles
- Soort Perochirus guentheri
- Soort Perochirus scutellatus
- Soort Phelsuma abbotti
- Soort Phelsuma andamanensis
- Soort Phelsuma antanosy
- Soort Phelsuma astriata
- Soort Phelsuma barbouri
- Soort Phelsuma berghofi
- Soort Phelsuma borai
- Soort Phelsuma borbonica
- Soort Phelsuma breviceps
- Soort Phelsuma cepediana
- Soort Phelsuma comorensis
- Soort Phelsuma dorsivittata
- Soort Phelsuma dubia
- Soort Phelsuma edwardnewtoni
- Soort Phelsuma flavigularis
- Soort Phelsuma gigas
- Soort Phelsuma gouldi
- Soort Phelsuma grandis
- Soort Phelsuma guentheri
- Soort Phelsuma guimbeaui
- Soort Phelsuma guttata
- Soort Phelsuma hielscheri
- Soort Phelsuma hoeschi
- Soort Phelsuma inexpectata
- Soort Phelsuma kely
- Soort Phelsuma klemmeri
- Soort Phelsuma kochi
- Soort Phelsuma laticauda
- Soort Phelsuma lineata
- Soort Phelsuma madagascariensis
- Soort Phelsuma malamakibo
- Soort Phelsuma masohoala
- Soort Phelsuma modesta
- Soort Phelsuma mutabilis
- Soort Phelsuma nigristriata
- Soort Phelsuma ornata
- Soort Phelsuma parkeri
- Soort Phelsuma parva
- Soort Phelsuma pasteuri
- Soort Phelsuma pronki
- Soort Phelsuma pusilla
- Soort Phelsuma quadriocellata
- Soort Phelsuma ravenala
- Soort Phelsuma robertmertensi
- Soort Phelsuma roesleri
- Soort Phelsuma rosagularis
- Soort Phelsuma seippi
- Soort Phelsuma serraticauda
- Soort Phelsuma standingi
- Soort Phelsuma sundbergi
- Soort Phelsuma v-nigra
- Soort Phelsuma vanheygeni
- Soort Pseudoceramodactylus khobarensis
- Soort Pseudogekko atiorum
- Soort Pseudogekko brevipes
- Soort Pseudogekko chavacano
- Soort Pseudogekko compresicorpus
- Soort Pseudogekko ditoy
- Soort Pseudogekko hungkag
- Soort Pseudogekko isapa
- Soort Pseudogekko pungkaypinit
- Soort Pseudogekko smaragdinus
- Soort Pseudogekko sumiklab
- Soort Ptenopus carpi
- Soort Ptenopus garrulus
- Soort Ptenopus kochi
- Soort Ramigekko swartbergensis
- Soort Rhinogekko femoralis
- Soort Rhinogekko misonnei
- Soort Rhoptropella ocellata
- Soort Rhoptropus afer
- Soort Rhoptropus barnardi
- Soort Rhoptropus benguellensis
- Soort Rhoptropus biporosus
- Soort Rhoptropus boultoni
- Soort Rhoptropus bradfieldi
- Soort Rhoptropus diporus
- Soort Rhoptropus montanus
- Soort Rhoptropus taeniostictus
- Soort Stenodactylus affinis
- Soort Stenodactylus doriae
- Soort Stenodactylus grandiceps
- Soort Stenodactylus leptocosymbotes
- Soort Stenodactylus mauritanicus
- Soort Stenodactylus petrii
- Soort Stenodactylus slevini
- Soort Stenodactylus stenurus
- Soort Stenodactylus sthenodactylus
- Soort Stenodactylus yemenensis
- Soort Tenuidactylus bogdanovi
- Soort Tenuidactylus caspius
- Soort Tenuidactylus dadunensis
- Soort Tenuidactylus elongatus
- Soort Tenuidactylus fedtschenkoi
- Soort Tenuidactylus longipes
- Soort Tenuidactylus turcmenicus
- Soort Tenuidactylus voraginosus
- Soort Trachydactylus hajarensis
- Soort Trachydactylus spatalurus
- Soort Trigonodactylus arabicus
- Soort Trigonodactylus persicus
- Soort Trigonodactylus pulcher
- Soort Trigonodactylus sharqiyahensis
- Soort Tropiocolotes algericus
- Soort Tropiocolotes bisharicus
- Soort Tropiocolotes confusus
- Soort Tropiocolotes hormozganensis
- Soort Tropiocolotes nattereri
- Soort Tropiocolotes naybandensis
- Soort Tropiocolotes nubicus
- Soort Tropiocolotes scorteccii
- Soort Tropiocolotes somalicus
- Soort Tropiocolotes steudneri
- Soort Tropiocolotes tripolitanus
- Soort Tropiocolotes wolfgangboehmei
- Soort Urocotyledon inexpectata
- Soort Urocotyledon palmata
- Soort Urocotyledon rasmusseni
- Soort Urocotyledon weileri
- Soort Urocotyledon wolterstorffi
- Soort Uroplatus alluaudi
- Soort Uroplatus ebenaui
- Soort Uroplatus fangorn
- Soort Uroplatus fetsy
- Soort Uroplatus fiera
- Soort Uroplatus fimbriatus
- Soort Uroplatus finaritra
- Soort Uroplatus finiavana
- Soort Uroplatus fivehy
- Soort Uroplatus fotsivava
- Soort Uroplatus giganteus
- Soort Uroplatus guentheri
- Soort Uroplatus henkeli
- Soort Uroplatus kelirambo
- Soort Uroplatus lineatus
- Soort Uroplatus malahelo
- Soort Uroplatus malama
- Soort Uroplatus phantasticus
- Soort Uroplatus pietschmanni
- Soort Uroplatus sameiti
- Soort Uroplatus sikorae